# Municipio de Grove (condado de Shawnee, Kansas)
El municipio de Grove (en inglés: Grove Township) es un municipio ubicado en el condado de Shawnee en el estado estadounidense de Kansas. En el año 2010 tenía una población de 696 habitantes y una densidad poblacional de 8,98 personas por km².

## Geografía
El municipio de Grove se encuentra ubicado en las coordenadas 39°10′13″N 95°51′24″O / 39.17028, -95.85667. Según la Oficina del Censo de los Estados Unidos, el municipio tiene una superficie total de 77.55 km², de la cual 76,96 km² corresponden a tierra firme y (0,76 %) 0,59 km² es agua.

## Demografía
Según el censo de 2010, había 696 personas residiendo en el municipio de Grove. La densidad de población era de 8,98 hab./km². De los 696 habitantes, el municipio de Grove estaba compuesto por el 96,7 % blancos, el 1,01 % eran afroamericanos, el 0,43 % eran amerindios, el 0,14 % eran asiáticos, el 0,14 % eran de otras razas y el 1,58 % eran de una mezcla de razas. Del total de la población el 0,72 % eran hispanos o latinos de cualquier raza.